# Oslobodilački rat
Oslobodilački rat je tip rata u kojem skupina ljudi vraća okupirani prostor matičnoj zemlji tj. kada ga reokupira, međutim, oslobodilačkim ratom se također može nazvati i kada skupina ljudi (nacija, vjerske skupine...) u jednoj ili više država pokrene oslobodilački rat (obično su to separatisti, kao što su Baski u Španjolskoj). Takav rat se može nazivati i građanskim ratom ako se događa unutar jedne države.